# Fehérfogú cickányok
A fehérfogú cickányok (Crocidurinae) az emlősök (Mammalia) osztályának Eulipotyphla rendjébe, ezen belül a cickányfélék (Soricidae) családjába tartozó alcsalád.
Az alcsaládban a jelenlegi ismeretek szerint 228 élő faj van.

## Előfordulásuk
A fehérfogú cickányok többsége afrikai és délkelet-ázsiai elterjedésű. Sokuk csak az indonéz szigetvilágban él. Egyes nemek kizárólag Afrikában találhatók meg. Azonban vannak olyan fajok is, melyeknek sikerült behatolnia Európába és Ázsia más térségeibe is.

## Rendszerezés
Az alcsaládba az alábbi 10 nem tartozik:
- Crocidura Wagler, 1832 – 186 élő faj; típusnem
- Diplomesodon Brandt, 1852 – 1 faj
  - sivatagi cickány (Diplomesodon pulchellum) (Lichtenstein, 1823)
- Feroculus (Kelaart, 1852) – 1 faj
  - karmoscickány (Feroculus feroculus) (Kelaart, 1850)
- Paracrocidura Heim de Balsac, 1956 – 3 faj
- Ruwenzorisorex (Hutterer, 1986) – 1 faj
  - Ruwenzori cickány (Ruwenzorisorex suncoides) (Osgood, 1936)
- Scutisorex Thomas, 1913 – 2 faj
- Solisorex Thomas, 1924 – 1 faj
  - tamilcickány (Solisorex pearsoni) Thomas, 1924
- Suncus Ehrenberg, 1832 – 18 faj
- dzsungelcickányok (Sylvisorex) Thomas, 1904 – 14 faj
- Palawanosorex Hutterer et. al., 2018 – 1 faj
  - palawani cickány (Palawanosorex muscorum) Hutterer et. al., 2018[1]